# James Stewart
James Maitland Stewart (Indiana, 20 de maio de 1908 – Los Angeles, 2 de julho de 1997) foi um ator estadunidense de cinema, teatro e televisão.
Atuou em inúmeros filmes considerados clássicos, sendo indicado a cinco prêmios de Oscar de Melhor Ator, ganhando em 1941 por seu papel em The Philadelphia Story. Além disso, recebeu um Oscar Honorário, em 1985, pela sua carreira. Por seu trabalho na televisão, ganhou um Globo Ouro de Melhor Ator em 1974, por Hawkins.

## Biografia

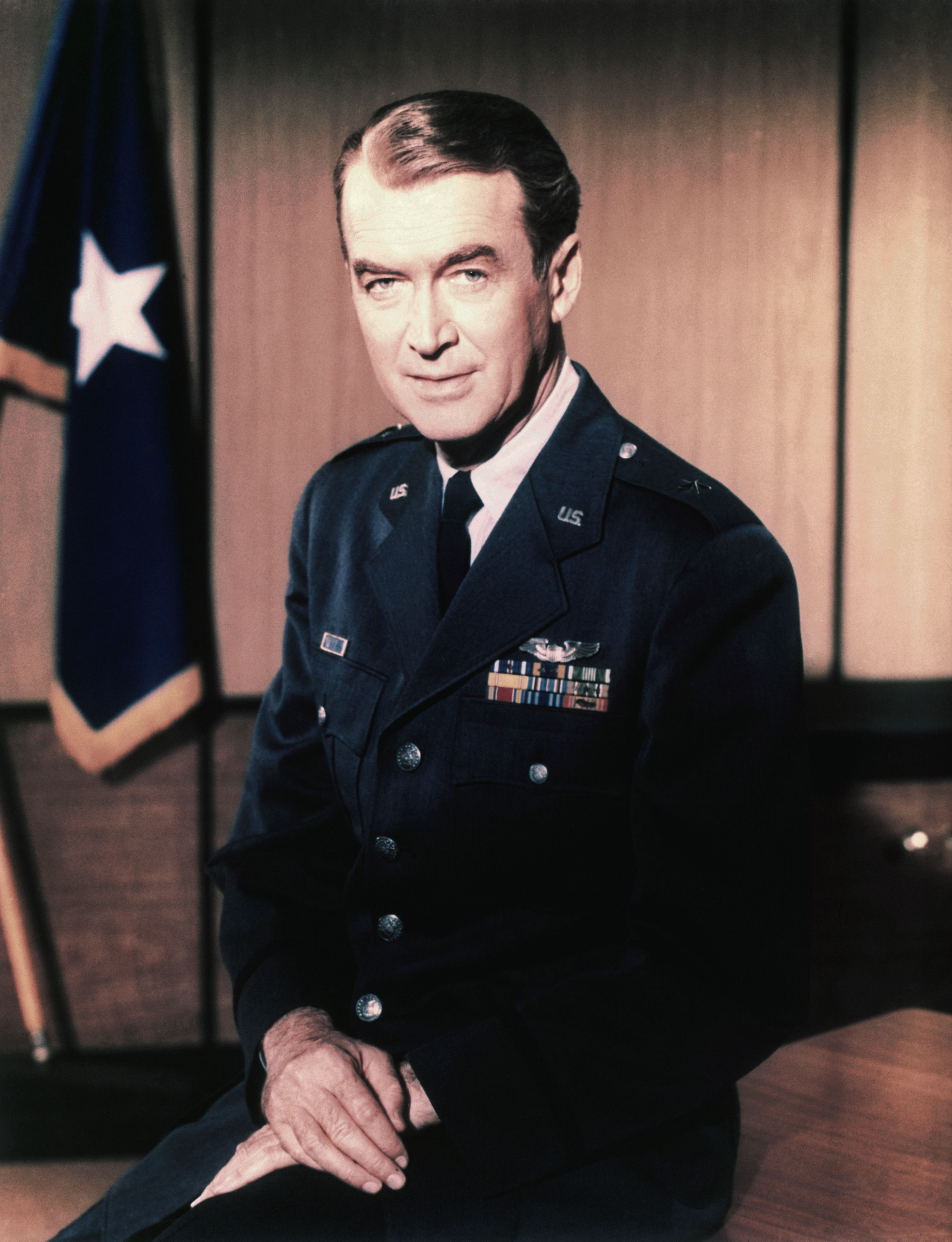
James Stewart na Força Aérea Americana.

James Maitland Stewart nasceu em 20 de maio de 1908, no distrito de Indiana, Pensilvânia, primogênito de Elizabeth Ruth Jackson (1875-1953) e Alexander Maitland Stewart (1871-1961), donos de de uma loja de ferragens. Jimmy, como fora apelidado, tinha ascendência irlandesa e escocesa, sendo descendente de veteranos da Revolução Americana, Guerra da Secessão e da Guerra de 1812. Além disso, foi criado como presbiteriano.
O mais velho de três filhos, se esperava que o futuro astro de Hollywood continuasse os negócios da família, como aconteceu por três gerações. Sua mãe, segundo biógrafos, era uma excelente pianista, embora seu pai tenha recusado pedidos do filho para que a mãe lhe desse aulas de piano. Ainda assim, tempos depois, Stewart aprendeu a tocar acordeão, instrumento dado de presente por seu pai e que logo se tornaria um conhecido passatempo do ator fora dos palcos e gravações.
Stewart cresceu como uma criança tímida e passava a maior parte de seu tempo pós-escola no porão, a trabalhar em modelos de aeronaves, tendo sonho de seguir carreira na aviação, algo reforçado pelo lendário voo de Charles Lindbergh, em 1927.
Stewart estudou na escola preparatória Mercersburg Academy, graduando-se em 1928. Ali, fez parte dos times de corrida e futebol americano. Além disso, foi editor de arte do anuário escolar e fez parte do coral estudantil. Durante sua primeira férias de Verão, Jimmy voltou à cidade natal para trabalhar como carregador de tijolos para uma empresa de construção local. Aceitou, da mesma forma, trabalhos em rodovias, onde pintava linhas de estradas. Ao longo de dois verões seguintes, conseguiu emprego como assistente de um mágico profissional. Fez sua primeira aparição como ator no palco de Mercersburg, contracenando a peça The Wolfs.
No entanto, Jimmy viria a abandonar os planos de pilotagem após pedidos de seu pai. Assim, matriculou-se na Universidade de Princeton, em 1928. Destacou-se no estudo da arquitetura, sendo logo premiado com uma bolsa de estudos de pós-graduação. Na universidade, interessou-se bastante pelas artes, como música e teatro. Foi convidado para a University Players, uma companhia intercolegial de verão, localizada em Cabo Cod. Fez, então, pequenos papéis na companhia, após formar-se em 1932. Na University Players, conheceu Margaret Sullavan e Henry Fonda, também artistas. James e Henry, inclusive, tornaram-se amigos de longa data a partir de então, tendo ambos dividido um apartamento após o término do casamento deste com Sullavan, em 1933.
Conseguiu uma bem sucedida carreira nos palcos da Broadway antes de começar a atuar no cinema em 1935, com Entre a Honra e a Lei, filme estrelado por Spencer Tracy. Em 1939, após intercalar protagonistas, Stewart chama a atenção de vez do público em A Mulher Faz o Homem de Frank Capra, onde interpreta o ingênuo Jefferson Smith, sendo indicado ao Oscar de Melhor Ator. Neste filme, James começou a interpretar o papel do qual mais seria reconhecido em sua carreira, o do idealista convicto.
No ano seguinte, vence o Oscar de Melhor Ator pela comédia The Philadelphia Story, derrotando nomes como Charlie Chaplin, Laurence Olivier — a quem viria futuramente a considerar o melhor ator de todos os tempos —, além de seu amigo Henry Fonda
Em 1941, já com status de estrela, James Stewart foi o primeiro ator a alistar-se na Força Aérea Americana, ingressando como soldado e chegando ao posto de coronel ao final da Segunda Guerra Mundial.
Após a guerra, James casou-se com a ex-modelo Gloria Hatrick McLean, em 9 de agosto de 1949. Eles permaneceriam casados até a morte dela em 16 de fevereiro de 1994. Stewart adotou os dois filhos de sua mulher, Michael e Ronald, e juntos tiveram as gêmeas Judy e Kelly, nascidas em 7 de maio de 1951.
Seu filho adotivo, Ronald Stewart, foi morto em 8 de junho de 1969 em combate na Guerra do Vietnã. Em 1985 James recebeu um Oscar honorário por suas grandes atuações.
Morreu com 89 anos em sua casa em Beverly Hills, Califórnia, de embolia pulmonar. Encontra-se sepultado no Forest Lawn Memorial Park, em Glendale, Los Angeles, nos Estados Unidos.

## Trabalhos mais importantes
| Ano  | Título original                    | Título brasileiro                         | Título português                          | Personagem                           | Diretor                                             | Observações |
| ---- | ---------------------------------- | ----------------------------------------- | ----------------------------------------- | ------------------------------------ | --------------------------------------------------- | --- |
| 1935 | The Murder Man                     | Entre a Honra e a Lei                     |                                           | Shorty                               | Tim Whelan                                          | |
| 1936 | Next Time We Love                  |                                           |                                           | Christopher Tyler                    | Edward H. Griffith                                  | Primeiro papel significante (primeira vez como coadjuvante) |
| 1936 | Rose Marie                         | Rose Marie                                | Rose Marie                                | John Flower                          | W. S. Van Dyke                                      | |
| 1936 | Wife vs. Secretary                 | Ciúmes                                    | A Secretária do Meu Marido                | Dave                                 | Clarence Brown                                      | |
| 1936 | Small Town Girl                    | Garota do Interior                        | A Pequena da Província                    | Elmer Clampett                       | William A. Wellman                                  | |
| 1936 | Speed                              | Volante Ciclone                           |                                           | Terry Martin                         | Edwin L. Marin                                      | Primeiro papel de progatonista |
| 1936 | The Gorgeous Hussy                 | Mulher Sublime                            | A Alegre Locandeira (?)                   | Roderick "Rowdy" Dow                 | Clarence Brown                                      | |
| 1936 | Born to Dance                      | Nascida Para Dançar                       | Nasceu para Dançar                        | Ted Barker                           | Roy Del Ruth                                        | |
| 1936 | After the Thin Man                 | A Comédia dos Acusados                    | A Comédia dos Acusados                    | David Graham                         | W. S. Van Dyke                                      | |
| 1937 | Seventh Heaven                     | O Sétimo Céu                              |                                           | Chico                                | Henry King                                          | |
| 1937 | The Last Gangster                  |                                           | O Último Gangster                         | Paul North Sr.                       | Edward Ludwig                                       | |
| 1937 | Navy Blue and Gold                 | Juventude Viciante                        | Os Rapazes da Marinha                     | John "Truck" Cross/John Cross Carter | Sam Wood                                            | |
| 1938 | Of Human Hearts                    | Ingratidão                                |                                           | Jason Wilkins                        | Clarence Brown                                      | |
| 1938 | Vivacious Lady                     | Que Papai Não Saiba                       | Casamento em Segredo                      | Prof. Peter Morgan Jr.               | George Stevens                                      | |
| 1938 | The Shopworn Angel                 | O Último Beijo                            | Um Anjo no Inferno                        | Pvt. William "Texas" Pettigrew       | H. C. Potter                                        | |
| 1938 | You Can't Take It with You         | Do Mundo Nada Se Leva                     | Não o Levarás Contigo                     | Tony Kirby                           | Frank Capra                                         | |
| 1939 | Made for Each Other                | Nascida Para Casar                        | A Vida Começa Amanhã                      | John Horace "Johnny" Mason           | John Cromwell                                       | |
| 1939 | The Ice Follies of 1939            | Folia no Gelo                             | O Turbilhão de Gelo                       | Larry Hall                           | Reinhold Schünzel                                   | |
| 1939 | It's a Wonderful World             | Que Mundo Maravilhoso                     | Afinal, o Mundo é Belo!                   | Guy Johnson                          | W. S. Van Dyke                                      | |
| 1939 | Mr. Smith Goes to Washington       | A Mulher Faz o Homem                      | Peço a Palavra                            | Jefferson Smith                      | Frank Capra                                         | Prêmio de melhor ator no New York Film Critics Circle Award Indicação de melhor ator no Óscar |
| 1939 | Destry Rides Again                 | Atire a Primeira Pedra                    | A Cidade Turbulenta                       | Thomas Jefferson Destry Jr.          | George Marshall                                     | |
| 1940 | The Shop Around the Corner         | A Loja da Esquina                         | A Loja da Esquina                         | Alfred Kralik                        | Ernst Lubitsch                                      | |
| 1940 | The Mortal Storm                   | Tempestades d'Alma                        | Tempestade Mortal ou Tempos de Maldição   | Martin Breitner                      | Frank Borzage                                       | |
| 1940 | No Time for Comedy                 | A Vida é uma Comédia                      | A Vida é Uma Comédia                      | Gaylord "Gay" Esterbrook             | William Keighley                                    | |
| 1940 | The Philadelphia Story             | Núpcias de Escândalo                      |                                           | Macaulay "Mike" Connor               | George Cukor                                        | Prêmio de melhor ator no Óscar |
| 1941 | Come Live with Me                  | Pede-se um Marido                         | Compra-se Um Marido                       | Bill Smith                           | Clarence Brown                                      | |
| 1941 | Pot o' Gold                        |                                           |                                           | James Hamilton "Jimmy" Haskel        | George Marshall                                     | |
| 1941 | Ziegfeld Girl                      | A Vida é um Teatro                        | Sonho de Estrelas                         | Gilbert "Gil" Young                  | Robert Z. Leonard                                   | Último filme do serviço militar na Segunda Guerra Mundial |
| 1946 | It's a Wonderful Life              | A Felicidade Não Se Compra                | Do Céu Caiu Uma Estrela                   | George Bailey                        | Frank Capra                                         | Indicação de melhor ator no Óscar |
| 1947 | Magic Town                         | Cidade Mágica                             | A Cidade Mágica                           | Lawrence "Rip" Smith                 | William A. Wellman                                  | |
| 1948 | Call Northside 777                 | Sublime Devoção                           | A Verdade Triunfou                        | P.J. McNeal                          | Henry Hathaway                                      | |
| 1948 | On Our Merry Way                   | No Nosso Alegre Caminho                   | Tudo Pode Acontecer                       | Slim                                 | King Vidor Leslie Fenton John Huston George Stevens | |
| 1948 | Rope                               | Festim Diabólico                          | A Corda                                   | Rupert Cadell                        | Alfred Hitchcock                                    | |
| 1948 | You Gotta Stay Happy               | A Conquista da Felicidade                 | Sejamos Alegres                           | Marvin Payne                         | H.C. Potter                                         | |
| 1949 | The Stratton Story                 | Sangue de Campeão                         | Tenacidade                                | Monty Stratton                       | Sam Wood                                            | |
| 1949 | Malaya                             | Malaia                                    | Malaia                                    | John Royer                           | Richard Thorpe                                      | |
| 1950 | Winchester '73                     | Winchester '73                            | Winchester '73                            | Lin McAdam                           | Anthony Mann                                        | |
| 1950 | Broken Arrow                       | Flechas de Fogo                           | A Flecha Quebrada                         | Tom Jeffords                         | Delmer Daves                                        | |
| 1950 | Harvey                             | Meu Amigo Harvey                          | Harvey                                    | Elwood P. Dowd                       | Henry Koster                                        | Indicação de melhor ator no Óscar Indicação de melhor ator dramático no Globo de Ouro |
| 1950 | The Jackpot                        | Radiomania                                | Cautela com os Fiscais                    | William J. 'Bill' Lawrence           | Walter Lang                                         | |
| 1951 | No Highway in the Sky              | Na Estrada do Céu                         | Viagem fantástica                         | Theodore Honey                       | Henry Koster                                        | |
| 1952 | The Greatest Show on Earth         | O Maior Espetáculo da Terra               | O Maior Espectáculo da Terra              | Buttons                              | Cecil B. DeMille                                    | |
| 1952 | Bend of the River                  | E o Sangue Semeou a Terra                 | Jornada de Heróis                         | Glyn McLyntock                       | Anthony Mann                                        | |
| 1952 | Carbine Williams                   | Dupla Redenção                            | Dolorosa Revelação                        | David Marshall "Marsh" Williams      | Richard Thorpe                                      | |
| 1953 | The Naked Spur                     | O Preço de um Homem                       | Esporas de Aço                            | Howard Kemp                          | Anthony Mann                                        | |
| 1953 | Thunder Bay                        | Borrasca                                  | A Baía das Tormentas                      | Steve Martin                         | Anthony Mann                                        | |
| 1954 | The Glenn Miller Story             | Música e Lágrimas                         | A História de Glenn Miller                | Glenn Miller                         | Anthony Mann                                        | Indicação de melhor ator estrangeiro no BAFTA |
| 1954 | The Far Country                    | Região de Ódio                            | Terra Distante                            | Jeff Webster                         | Anthony Mann                                        | |
| 1954 | Rear Window                        | Janela Indiscreta                         | Janela Indiscreta                         | L.B. "Jeff" Jeffries                 | Alfred Hitchcock                                    | |
| 1955 | The Man from Laramie               | Um Certo Capitão Lockhart                 | O Homem que Veio de Longe                 | Will Lockhart                        | Anthony Mann                                        | |
| 1955 | Strategic Air Command              | Comandos do Ar                            | Asas no Céu                               | Lt. Col. Robert "Dutch" Holland      | Anthony Mann                                        | |
| 1956 | The Man Who Knew Too Much          | O Homem que Sabia Demais                  | O Homem que Sabia Demais                  | Dr. Benjamin "Ben" McKenna           | Alfred Hitchcock                                    | |
| 1957 | The Spirit of St. Louis            | A Águia Solitária                         | A Águia Solitária                         | Charles Lindbergh                    | Billy Wilder                                        | |
| 1957 | Night Passage                      | A Passagem da Noite                       | Duelo de Gigantes                         | Grant McLaine                        | James Neilson                                       | |
| 1958 | Vertigo                            | Um Corpo que Cai                          | A Mulher que Viveu Duas Vezes             | Det. John "Scottie" Ferguson         | Alfred Hitchcock                                    | Prêmio de melhor ator no Festival de San Sebastián |
| 1958 | Bell, Book and Candle              | Sortilégio do Amor                        | Sortilégio do Amor                        | Shepherd "Shep" Henderson            | Richard Quine                                       | |
| 1959 | Anatomy of a Murder                | Anatomia de um Crime                      | Anatomia de um Crime                      | Paul Biegler                         | Otto Preminger                                      | Indicação de melhor ator dramático no Laurel Awards Prêmio de melhor ator no New York Film Critics Circle Award Volpi Cup no Festival de Veneza Indicação de melhor ator no Óscar Indicação de melhor ator estrangeiro no BAFTA |
| 1959 | The FBI Story                      | A História do FBI                         | Profissão Perigosa                        | John Michael "Chip" Hardesty         | Mervyn LeRoy                                        | |
| 1960 | The Mountain Road                  | O Homem que Destrói                       | Estrada da Montanha                       | Major Baldwin                        | Daniel Mann                                         | |
| 1961 | Two Rode Together                  | Terra Bruta                               | Terra Bruta                               | Marshal Guthrie McCabe               | John Ford                                           | Indicação de melhor ator de ação no Laurel Awards |
| 1962 | The Man Who Shot Liberty Valance   | O Homem que Matou o Facínora              | O Homem que Matou Liberty Valance         | Ransom Stoddard                      | John Ford                                           | filme no Bronze Wrangler |
| 1962 | Mr. Hobbs Takes a Vacation         | As Férias do Papai                        | O Senhor Hobbs Vai de Férias              | Roger Hobbs                          | Henry Koster                                        | Urso de Prata de melhor ator no Festival de Berlim Indicação de melhor ator - musical ou comédia - no Globo de Ouro Indicação de melhor ator de comédia no Laurel Awards                                                        |
| 1962 | How the West Was Won               | A Conquista do Oeste                      | A Conquista do Oeste                      | Linus Rawlings                       | Henry Hathaway                                      | |
| 1963 | Take Her, She's Mine               |                                           | Esta Filha não é Minha                    | Frank Michaelson                     | Henry Koster                                        | Indicação de melhor ator de comédia no Laurel Awards |
| 1964 | Cheyenne Autumn                    | Crepúsculo de uma Raça                    | O Grande Combate                          | Wyatt Earp                           | John Ford                                           | |
| 1965 | Dear Brigitte                      | Querida Brigitte                          |                                           | Prof. Robert Leaf                    | Henry Koster                                        | |
| 1965 | Shenandoah                         | Shenandoah, o Vale Heróico                | O Vale da Honra                           | Charlie Anderson                     | Andrew McLaglen                                     | |
| 1965 | The Flight of the Phoenix          | O Voo da Fênix                            | O Voo da Fénix                            | Capt. Frank Towns                    | Robert Aldrich                                      | |
| 1966 | The Rare Breed                     | Raça Brava                                | Rancho Bravo                              | Sam Burnett                          | Andrew McLaglen                                     | |
| 1968 | Firecreek                          | O Último Tiro                             |                                           | Johnny Cobb                          | Vincent McEveety                                    | |
| 1968 | Bandolero!                         | O Preço de um Covarde                     | Bandolero                                 | Mace Bishop                          | Andrew McLaglen                                     | |
| 1970 | The Cheyenne Social Club           | Cheyenne                                  | Um Clube só para Cavalheiros              | John O'Hanlan                        | Gene Kelly                                          | |
| 1971 | Fools' Parade                      | O Olho da Justiça                         | Três Homens em Fuga                       | Mattie Appleyard                     | Andrew McLaglen                                     | |
| 1976 | The Shootist                       | O Último Pistoleiro                       | O Atirador                                | Dr. E.W. Hostetler                   | Don Siegel                                          | |
| 1977 | Airport '77                        | Aeroporto 1977                            | Aeroporto 1977                            | Philip Stevens                       | Jerry Jameson                                       | |
| 1978 | The Big Sleep                      | A Arte de Matar                           | O Sono Derradeiro                         | General Sternwood                    | Michael Winner                                      | |
| 1978 | The Magic of Lassie                | A Magia de Lassie                         |                                           | Clovis Mitchell                      | Don Chaffey                                         | |
| 1980 | The Green Horizon                  | The Old Man                               |                                           |                                      | Susumu Hani                                         | |
| 1991 | An American Tail: Fievel Goes West | Um Conto Americano 2: Fievel Vai ao Oeste | Um Conto Americano 2 - Fievel no Faroeste | Wylie Burp                           | Phil Nibbelink Simon Wells                          | dublagem (último papel) |

### Televisão
- 1971–1972: The Jimmy Stewart Show (seriado, NBC)
- 1972: Harvey (filme feito para a TV, PBS)
- 1973–1974: Hawkins (seriado, CBS)
- 1980: Mr. Krueger's Christmas (filme feito para a TV, FOX)
- 1983: Right of Way (filme feito para a TV, HBO)
- 1986: North and South (minissérie, ABC)

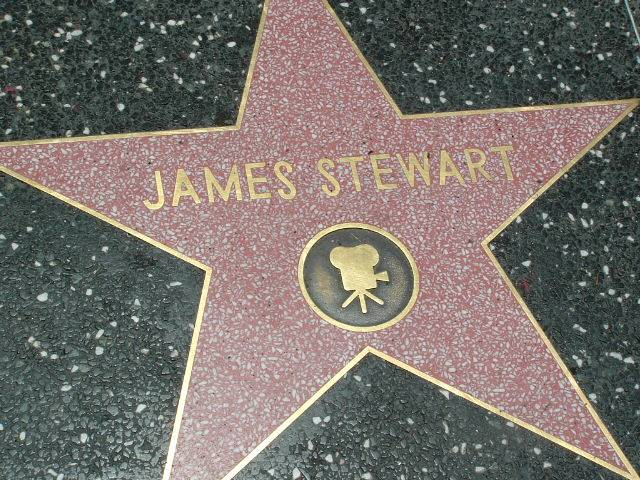
Estrela de Stewart localizada na Calçada da Fama em Vine Street.

### Peças da Broadway
- 1932: Carry Nation
- 1932–1933: Goodbye Again
- 1933: Spring in Autumn
- 1933–1934: All Good Americans
- 1934: Yellow Jack
- 1934: Divided By Three
- 1934–1935: Page Miss Glory
- 1935: A Journey By Night
- 1944–1949: Harvey
- 1970: Harvey (remontagem)